# 파르메니데스 (대화편)
《파르메니데스》는 플라톤의 대화편 중 하나이다. 그것은 플라톤의 대화에서 가장 도전적이고 수수께끼 같은 것 중 하나로 널리 간주된다. 엘레아 학파의 두 위대한 철학자, 파르메니데스와 엘레아의 제논, 그리고 젊은 소크라테스의 만남에 대한 설명이라고 주장한다. 회의의 기회는 일자가 있다는 파르메니데스의 가정이 참을 수 없는 부조리와 모순을 야기한다고 주장하는 다수의 당파에 맞서 파르메니데스 일원론을 옹호하는 그의 논문을 제논이 낭독하는 것이었다. 대화는 소크라테스의 고향 아테네에서 파르메니데스와 엘레아의 제논이 만난 것으로 추정되는 동안 설정된다. 이 대화는 소크라테스가 여기에서 겨우 19세이기 때문에 연대순으로 가장 이른 것이다. 파르메니데스가 강사로 있는 동안 그가 여기서 학생의 자리를 맡은 것도 주목할 만하다.
파르메니데스와 엘레아의 제논이 당시 그리스인의 식민 지배를 받고 있던 이탈리아 남부에 살았기 때문에 전체 대화는 허구일 가능성이 크다.
대화의 핵심은 소크라테스가 장로이자 존경받는 파르메니데스와 제논에게 도전하는 것으로 시작된다. 제논은 다원주의자들이 말하듯이 사물이 많다고 한다면 비슷할 수도 있고 다를 수도 있다고 주장했다. 그러나 이것은 불가능한 상황이다. 왜냐하면 같지 않은 것은 같을 수 없고, 같지 않은 것은 같을 수 없기 때문이다. 그러나 소크라테스는 우리가 한편으로는 감성을, 다른 한편으로는 감성이 참여하는 이데아를 구별할 준비가 되어 있다면 이러한 어려움은 사라진다고 말한다. 따라서 일자의 동일한 것은 유사함과 다름, 통일성과 다원성의 형태에 참여함으로써 같으면서도 다르고, 일자와 여러 가지가 될 수 있다. 나는 한 사람으로서 일자의 형태에 참여하지만, 또한 많은 부분을 가지고 있고 이 점에서 나는 복수의 형태에 참여한다. 합리적인 것이 반대 속성을 가질 수 있음을 입증하는 데 문제가 없다.
이 시점에서 파르메니데스는 소크라테스의 대담자 역할을 맡아 대화의 나머지 부분을 지배한다. 소크라테스 자신이 형상과 감각을 구별했다는 것을 확인한 후, 파르메니데스는 그에게 어떤 종류의 형상을 인식할 준비가 되어 있는지 묻는다. 소크라테스는 수학적, 윤리적, 미적 형태(예: 단일성, 다원성, 선함, 아름다움)의 존재에 대해서는 의심의 여지가 없지만 사람, 불과 물의 형태에 대해서는 확신하지 못한다고 대답한다. 그는 약간의 유보를 인정하지만 머리카락, 진흙, 흙과 같은 품위가 없는 물체에는 형상이 없다고 거의 확신한다. 파르메니데스는 자신이 나이가 들고 철학에 더 전념할 때 머리카락과 진흙과 같이 겉보기에 사소해 보이는 대상에 대해서도 그의 이론의 모든 결과를 고려할 것이라고 제안한다.

대화의 첫 부분의 나머지 부분에서 파르메니데스는 소크라테스를 형태론의 특정 측면에 대해 설명하고 그 과정에서 이론에 반대하는 다섯 가지 주장을 제시한다.

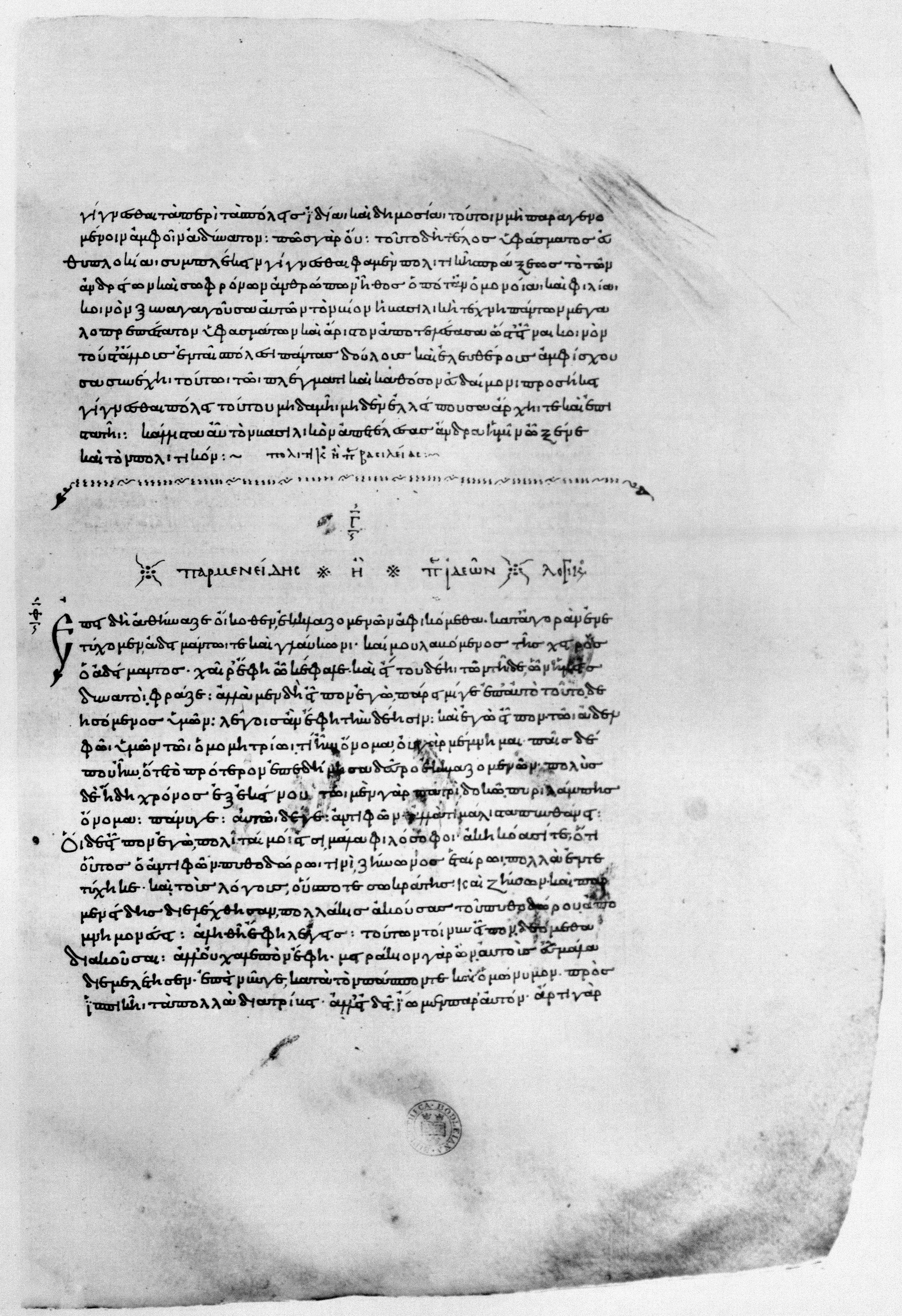

논증 1. (130e-131e) 특정한 사물이 아름다움이나 닮음 또는 거대함의 형태를 취하게 되면 그것들은 아름다워지거나 같거나 커지게 된다. 파르메니데스는 소크라테스에게 얼마나 많은 세부 사항이 단일 형식에 참여할 수 있는지에 대해 압박한다. 한편으로, 전체로서의 형태가 많은 경우 각각에 존재한다면, 그것은 전체로서 수적으로 다른 위치에 있을 것이고 따라서 그 자체로부터 분리될 것이다. 소크라테스는 형태가 하루와 같을 수 있으며 따라서 동시에 많은 것 안에 존재할 수 있다고 제안한다. 파르메니데스는 이것이 다른 부분이 다른 개인을 만지는 여러 사람을 덮는 단일 돛과 거의 다를 것이라고 반박한다.
논증 2. (132a-b) 소크라테스가 각각의 경우에 단일 형태의 존재를 믿는 이유는 그가 많은 (말하자면) 큰 사물을 볼 때 그들 모두가 공유하는 단일 성격이 있는 것처럼 보이기 때문이다. 그러나 일련의 큰 일을 고려하면; x, y, z, 거대성 자체, 후자는 어떤 의미에서 큰 것으로 간주되며, 이 시리즈의 모든 구성원이 단일 형태에 참여하면 큰 것 및 첫 번째 형태가 있는 또 다른 거대성이 있어야 한다. 그러나 이 두 번째 거대 형태도 크다면 큰 것 위에 세 번째 거대 형태가 있어야 하고 처음 두 형태가 있어야 하며 계속해서 무한대이다. 그러므로 모든 경우에 일자의 형태가 있는 대신에 우리는 무한한 수에 직면하게 된다. 이 거대성 회귀는 유명한 TMA(제3인 논증)인 Aristotle이 명명한 이름으로 일반적으로 알려져 있다.
논증 3. (132b-c) 각 형태는 영혼에 존재하는 일자의 생각이며, 따라서 형태의 통일성을 유지한다는 제안에 대해, 파르메니데스는 생각이 형태인 어떤 것에 대한 생각이어야 한다고 대답한다. 따라서 우리는 여전히 참여 관계를 설명해야 한다. 더 나아가 사물이 생각에 불과한 형상을 공유한다면, 사물은 생각으로 이루어져서 생각하거나, 그렇지 않으면 생각이지만 생각하지 않는 것이다.
논증 4. (132c-133a) 소크라테스는 이제 형태가 자연의 패턴( παραδείγματα 퍼레이드그마타 "패러다임")이며, 많은 사례가 사본 또는 유사물이라고 제안한다. 파르메니데스는 많은 실례가 형상과 같다면 형상도 그 실례와 같다고 주장한다. 그러나 사물이 같다면 닮음에 참여함으로써 닮게 된다. 따라서 유사성은 구체적인 사물의 유사성과 같으며 또 다른 퇴행이 생성된다.
논증 5. (133a-134e) 파르메니데스가 " 큰 어려움[ἀπορία]" (133a)이라고 부르는 형태 이론은 형태의 분리된 존재에 대한 주장의 결과로 발생한다. 형태는 우리 세계에 존재하지 않지만 그들 자신의 세계에서 서로에 대해 존재한다. 유사하게, 우리 세계의 사물들은 그들 사이에 관련되어 있지만 형태와는 관련이 없다. 마스터쉽이 노예제와 관련이 있는 것처럼, 우리 세계의 주인은 우리 세계의 노예제와 관련이 있다. 지상의 주인은 노예 자체의 주인이 아니며, 지상의 주인-노예 관계는 이상적인 주인-노예 관계와 관련이 없다. 지식도 마찬가지이다. 우리의 모든 지식은 형상의 세계가 아니라 우리 세계에 대한 것인 반면, 이상적인 지식은 우리 세계가 아니라 형상의 세계에 대한 지식이다. 그러므로 우리는 형상을 알 수 없다. 더욱이 신세계에 거하는 신들은 우리를 알지 못하며 그들의 이상을 다스리는 권세도 없다.
소크라테스가 파르메니데스의 주장에 반대하여 이론을 변호할 능력이 없음에도 불구하고, 대화의 다음 이행 부분에서 파르메니데스 자신이 이론을 옹호하는 것으로 보이다. 그는 형식 없이는 변증법의 가능성이 있을 수 없으며 소크라테스는 충분히 연습되지 않았기 때문에 이론을 지지할 수 없다고 주장한다. 다음은 파르메니데스가 권장하는 운동 또는 훈련의 종류에 대한 설명이다.
대화의 나머지 부분은 젊은 아리스토텔레스(나중에 플라톤의 제자인 아리스토텔레스가 아닌, 삼십인 정권의 한 멤버)가 소크라테스의 자리를 파르메니데스의 대담자로 대신하는 그러한 연습의 실제 수행으로 이루어진다. .
대화의 이 어려운 두 번째 부분은 일반적으로 플라톤 말뭉치 전체에서 가장 도전적이고 때로는 기이한 부분 중 일자로 동의한다. 그것은 교환이 관련된 논쟁의 가장 기본적인 것을 제외하고 모든 것을 제거하는 가차없는 일련의 어렵고 미묘한 논쟁으로 구성된다. 이전 대화에서 우리에게 익숙한 드라마와 색상은 사라졌다.
대화의 두 번째 부분은 다음과 같이 나눌 수 있다.
가설/추론 n. 1 (137c-142a) : 일자라면. 일자는 부분으로 구성될 수 없다. 그러면 일자는 많은 부분으로 구성될 것이기 때문이다. 전체가 부분으로 이루어져 있기 때문에 전체가 될 수도 없다. 따라서 일자는 부분이 없고 전체가 아니다. 그것은 부분이기 때문에 시작도 중간도 끝도 없으며 따라서 무한한다. 선형도 원형도 아니기 때문에 모양이 없다. 원에는 중심에서 모든 부분이 등거리에 있지만 부분도 없고 중심도 없다. 일자의 선이 가질 수 없는 중간과 두 개의 극단이 있기 때문에 선이 아니다. 따라서 일자는 모양이 없다. 일자는 그 어떤 것 안에도, 그 자체에도 있을 수 없다. 그것이 다른 안에 있다면 그것은 그 안에 있는 것에 의해 모두 둘러싸여 있고 그것을 포함하는 것에 의해 많은 부분에서 만질 것이다. 그러나 일자는 부분이 없으므로 다른 어떤 것 안에 있을 수 없다. 그것이 그 자체라면 그것은 그 자체를 포함할 것이지만, 그것이 포함되어 있다면 그것은 그것을 포함하는 것과 다르므로 일자는 둘일 것이다. 움직임은 위치의 변화나 변화이기 때문에 움직일 수 없다. 변경할 부분이 없기 때문에 변경할 수 없다. 위치를 이동하면 원형 또는 선형으로 이동한다. 제자리에서 회전하면 바깥 쪽 부분은 중간을 중심으로 회전하지만 한쪽은 회전하지 않다. 위치를 이동하면 내부에 있을 수 없는 다른 무언가를 통해 이동한다. 따라서 일자는 움직이지 않다. 일자는 자기 자신이어야 하며 그것과 다를 수 없다. 사람은 시간의 흐름에 참여하지 않으므로 썩지 않다.
가설/추론 n. 2 (142b–155e) : 일자인 경우. 일자는 그것이 있어야 하고 존재의 일부라는 것이다. 일자는 존재의 일부이고 그 반대도 마찬가지이다. 존재는 일자의 일부이고 일자는 부분의 그룹인 전체이다. 일자는 존재에 참여하지 않으므로 단일 부분이어야한다. 존재는 무한하며 그것이 크든 작든 모든 것에 포함되어 있다. 그래서 일자는 존재의 일부이기 때문에 존재만큼 많은 부분으로 나누어져 미완성이다. 부분은 그 자체로 전체의 부분이고 전체는 구분되어 시작, 중심 및 끝의 존재를 확인한다. 따라서 중심 자체가 시작과 끝에서 같은 거리에 있으므로 선형, 구형 또는 혼합 형태를 가져야 한다. 전체가 부분의 일부에 있다면 그것은 플러스가 되어 마이너스가 될 것이며 그 자체와는 다르다. 일자는 또한 다른 곳에 있으며 정지되어 있는 동시에 움직이고 있다.
가설/추론 n. 3 (157b–159b) : 일자가 아닌 경우. 일자가 아니면 다른 모든 것에 참여하므로 모든 것이 부분적으로 일자이다. 닮음, 다름, 크다, 평등, 작음은 자기 자신과 비슷하지만 있는 것과는 다르기 때문에 속하지만, 비유사에 있어서는 크거나 작을 수 있고 유사성에 대해서는 평등할 수 있다. 그래서 당신이 그것을 생각할 수 있기 때문에 일자는 비-존재에 참여하고 또한 존재에 참여한다. 그러므로 일자는 되고 소멸하며 무에 참여하기 때문에 머문다. 그 자체에서 반대를 제거하여 이름을 붙일 수 없고, 논쟁할 수 없고, 알 수 없고, 분별할 수 없고, 보여줄 수 없다. 다른 것들은 일자이고 여럿이며, 유한하고 무한하며, 유사하고 유사하지 않고, 같으면서도 완전히 다르며, 움직이는 것과 정지하는 것은 다르며, 전자도 후자도 그것들은 일자와 다른 것과 다르기 때문에 보이지 않는다. 결국 그들은 그렇지 않다. 따라서 일자가 없으면 존재도 없다.